# José Santos Díaz del Valle
José Santos Díaz del Valle (Choluteca, Honduras, 1793 - Chalatenango, El Salvador, 1840) fue un político hondureño de inclinación unionista, Jefe de Estado de Honduras (Provisional) entre 28 de julio de 1830 al 12 de marzo de 1831.

## Biografía
José Santos Díaz del Valle, nació en 1793 en Choluteca, Honduras falleciendo en el mes de julio de 1840, en la ciudad de Chalatenango, El Salvador.
Su primera esposa fue Petronila Salvadora Freire de Andrade, su segunda esposa fue Lucía Lastiri, hermana de María Josefa Lastiri Lozano, esposa del General Francisco Morazán en segundas nupcias.
En su vida política fue representante de los cabildos españoles en Honduras, seguidamente y después de la independencia de Honduras y de haberse convertido en Estado, fue nombrado como Consejero de Estado de Honduras, durante la administración de Morazán.

## Jefatura de Estado
En 1830 (julio 28), Díaz del Valle siendo consejero se le asigna la  jefatura de Estado, por motivo de que el general Francisco Morazán había sido elegido presidente de la República Federal de Centroamérica el 22 de junio del mismo año.
Díaz del Valle, derogó el Decreto de la Asamblea Legislativa y Constituyente de Cedros, donde se establecía la alternabilidad de la capital del estado, entre las ciudades de Comayagua y Tegucigalpa, de tal forma que ordenó que Comayagua fuese la sede de la jefatura de estado y de la asamblea legislativa. Quedando Tegucigalpa como una Alcaldía Mayor.
En 1830 (julio), Díaz del Valle, convocó a elecciones generales para Jefe de Estado, resultando ganador por mayoría el coronel Joaquín Rivera, quien no aceptó el cargo; entonces la Asamblea en sesión general designó al coronel José Antonio Márquez como nuevo Jefe de Estado.